# Rubio (Venezuela)
Pour les articles homonymes, voir Rubio.
Rubio est une ville de l'État de Táchira au Venezuela, capitale de la paroisse civile de Junín et chef-lieu de la municipalité de Junín.

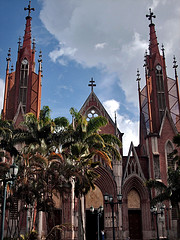
L'église Santa-Bárbara

## Politique et administration

### Liste des maires
| Période                                  | Période | Identité       | Étiquette | Qualité |
| ---------------------------------------- | ------- | -------------- | --------- | ------- |
| 2013                                     | 2017    | Yobel Sandoval |           |         |
|                                          | 2013    | Juan Peñaloza  |           |         |
| Les données manquantes sont à compléter. |         |                |           |         |

### Jumelage
- La Plata (Argentine)
- Logrosán (Espagne)
- Tame (Colombie)
- Xi'an (Chine)
- Lincoln (États-Unis)
- Toa Baja (Porto Rico)
- Azambuja (Portugal)
- Guarapari (Brésil)
- Zacatelco (es) (Mexique)

## Population et société

### Démographie
| 2007   | 2010   | 2015    |
| ------ | ------ | ------- |
| 72 180 | 87 249 | 127 528 |

## Culture locale et patrimoine

### Lieux et monuments
- Église Santa-Bárbara